# Srednjeevropska pobuda
Srednjeevropska pobuda (angleško: Central European Initiative oziroma CEI) je forum regionalnega sodelovanja v srednji in vzhodni Evropi, ki šteje 18 držav članic. Ustanovljena je bila leta 1989 v Budimpešti. Organ je bilo razvit na podlagi prejšnjih izkušenj z Delovno skupino Alpe-Jadran. Sedež CEI je od leta 1996 v Trstu v Italiji.

## Zgodovina
Srednjeevropska pobuda ali CEI je največji in najstarejši forum regionalnega sodelovanja v srednji, vzhodni in jugovzhodni Evropi. Zdaj šteje 17 držav članic, od katerih jih veliko sploh ni del srednje Evrope: Albanija, Belorusija, Bosna in Hercegovina, Bolgarija, Hrvaška, Češka, Madžarska, Italija, Moldavija, Črna gora, Severna Makedonija, Poljska, Romunija, Srbija, Slovaška, Slovenija in Ukrajina. Začetki Srednjeevropske pobude segajo z ustanovitvijo tako imenovanega štirikotnika v Budimpešti 11. novembra 1989, katerega ustanovne članice so bile Italija, Avstrija, Madžarska in Socialistična federativna republika Jugoslavija (SFRJ).
Cilj pobude je preseči delitev na bloke s ponovno vzpostavitvijo povezav sodelovanja med državami različnih političnih usmeritev in gospodarskih struktur.
Na prvem vrhu v Benetkah leta 1990 je bila sprejeta Češkoslovaška in pobuda se je preimenovala v petkotnik. Leta 1991 je s sprejemom Poljske postal šestkotnik.
Organizacija se je leta 1992 preimenovala v Srednjeevropsko pobudo (CEI).Takrat so bile med članice sprejete Makedonija, Bosna in Hercegovina, Hrvaška in Slovenija.
Češka in Slovaška sta bili v CEI sprejeti leta 1993 po razpadu Češkoslovaške. Leta 1996 so se CEI kot polnopravne članice pridružile Albanija, Belorusija, Bolgarija, Moldavija, Romunija in Ukrajina.
Trenutno članstvo izhaja iz pristopa Zvezne republike Jugoslavije (kasneje Državne skupnosti Srbije in Črne gore ter kasneje Srbije) leta 2000 in Črne gore leta 2006.

## Strukture
CEI ima tristebrni sistem: sodeluje v vladni razsežnosti, parlamentarni razsežnosti in poslovni razsežnosti.
Spodbuja povezljivost in raznolikost na 6 glavnih področjih: dobro upravljanje, gospodarska rast, svoboda medijev, varstvo okolja, medkulturno sodelovanje in znanstveno sodelovanje/izobraževanje in usposabljanje.
CEI izvaja svoje dejavnosti prek svojih kooperativnih dejavnosti, EU-projektov, programa izmenjave znanja in tehničnega sodelovanja z Evropsko banko za obnovo in razvoj (EBRD).

## Generalni sekretar
Od leta 2019 je Roberto Antonione (Italija) generalni sekretar.
Predsedstva CEI
| Leto | Država                                                               |
| ---- | -------------------------------------------------------------------- |
| 1989 | Madžarska                                                            |
| 1990 | Italija                                                              |
| 1991 | Socialistična federativna republika Jugoslavija                      |
| 1992 | Avstrija                                                             |
| 1993 | Madžarska                                                            |
| 1994 | Italija                                                              |
| 1995 | Poljska                                                              |
| 1996 | Avstrija                                                             |
| 1997 | Bosna in Hercegovina                                                 |
| 1998 | Hrvaška                                                              |
| 1999 | Češka                                                                |
| 2000 | Madžarska                                                            |
| 2001 | Italija                                                              |
| 2002 | Severna Makedonija                                                   |
| 2003 | Poljska                                                              |
| 2004 | Slovenija                                                            |
| 2005 | Slovaška                                                             |
| 2006 | Albanija                                                             |
| 2007 | Bolgarija                                                            |
| 2008 | Moldavija                                                            |
| 2009 | Romunija                                                             |
| 2010 | Črna gora                                                            |
| 2011 | Srbija                                                               |
| 2012 | Ukrajina                                                             |
| 2013 | Madžarska                                                            |
| 2014 | Avstrija                                                             |
| 2015 | Severna Makedonija                                                   |
| 2016 | Bosna in Hercegovina                                                 |
| 2017 | Belorusija                                                           |
| 2018 | Hrvaška                                                              |
| 2019 | Italija                                                              |
| 2020 | Črna gora                                                            |
| 2021 | Črna gora (zaradi odpovedi povezane s Covidom, večina programa 2020) |

## Članstvo
Ustanovni člani:
- Avstrija (1989-2018)[2]
- Madžarska (1989)
- Italija (1989)
- Jugoslavija (1989–1992)

Pridružili so se pozneje:
- Češkoslovaška (1990–1992)
- Poljska (1991)
- Republika Bosna in Hercegovina (1992) →  Bosna in Hercegovina
- Hrvaška (1992)
- Slovenija (1992)
- Češka (1993)
- Makedonija (1993) →  Severna Makedonija
- Slovaška (1993)
- Albanija (1995)
- Belorusija (1995) (suspendirana)
- Bolgarija (1995)
- Romunija (1995)
- Ukrajina (1995)
- Moldavija (1996)
- ZR Jugoslavija (2000) →  Srbija in Črna gora →  Srbija
- Črna gora (2006)